# Canthigaster cyanospilota
Canthigaster cyanospilota és una espècie de peix de la família dels tetraodòntids i de l'ordre dels tetraodontiformes.